# تقسیمات اداری افغانستان

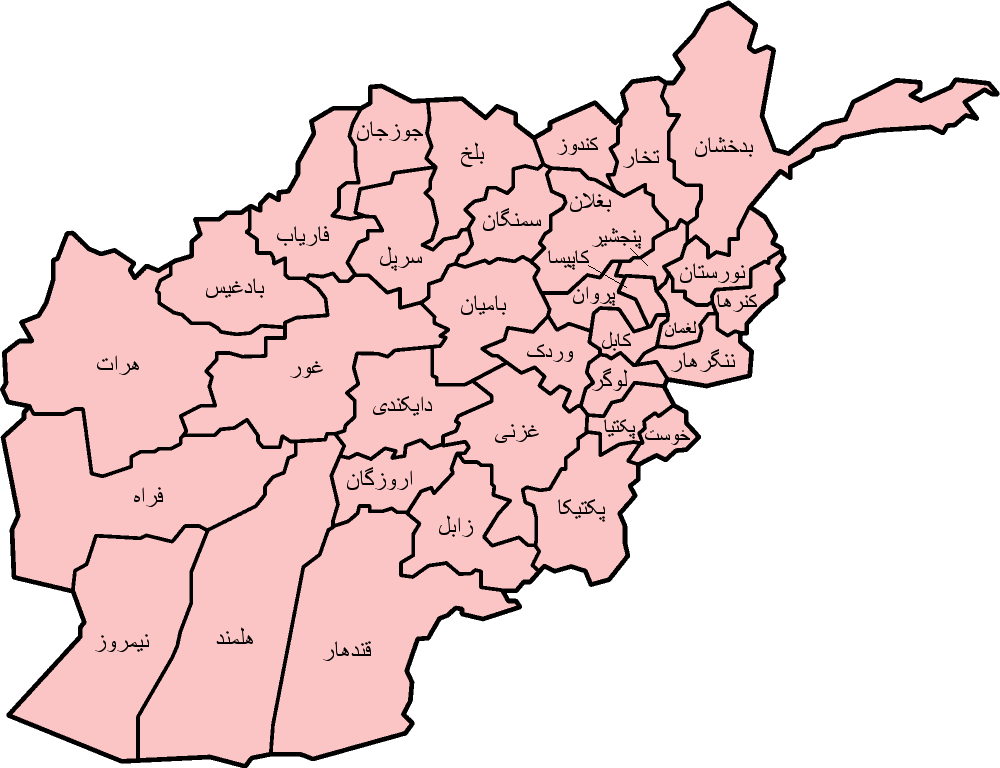
نقشه ولایات افغانستان

افغانستان دارای تقسیمات اداری زیر است:
1. ولایت‌های افغانستان
2. ولسوالی‌های افغانستان
3. علاقه‌داری‌های افغانستان

| تقسیمات اداری افغانستان | تقسیمات کشوری ایران |
| ----------------------- | ------------------- |
| ولایت                   | استان               |
| ولسوالی                 | شهرستان             |
| —                       | بخش                 |
| علاقه‌داری               | دهستان              |

افغانستان دارای ۳۴ ولایت (استان) و حدود چهارصد ولسوالی (شهرستان) است. هر ولایت توسط یک والی اداره می‌شود که رئیس‌جمهور، وی را به این مقام منصوب می‌کند و هر ولسوالی به دست یک ولسوال که از سوی والی منصوب می‌شود. در هر ولایت یک شورای ولایتی وجود دارد که اعضای آن در انتخابات عمومی انتخاب می‌شوند. نقش شوراهای ولایتی مشارکت در برنامه‌ریزی‌های توسعه ولایت و نظارت و ارزیابی عملکرد نهادهای دولتی ولایت است.
بر اساس اصل ۱۴۰ قانون اساسی جمهوری اسلامی افغانستان (شهردارها) نیز باید با انتخابات برای یک دوره چهارساله تعیین شوند. اما به دلیل هزینه‌های بسیار، برگزاری انتخابات این اتفاق تاکنون نیفتاده و شهرداران، منتخب حکومت هستند. همچنین در هر ولسوالی نیز یک شورای ولسوالی باید وجود داشته باشد که این شوراها هم به همین دلیل هنوز تشکیل نشده‌اند.